# Saker

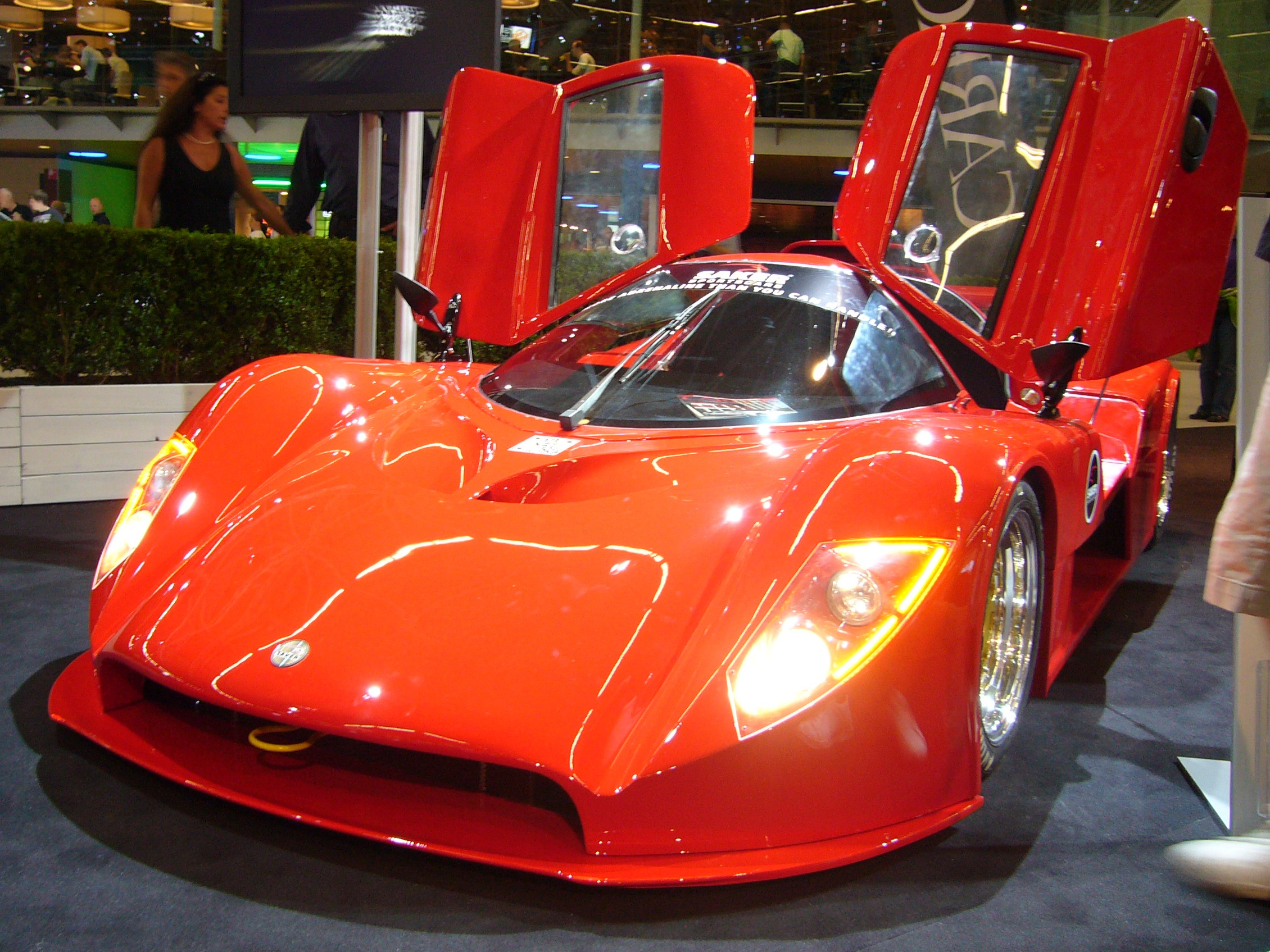
Saker GT

Saker Sportscars is een Nederlands automerk gevestigd te Etten-Leur, Nederland. De oorsprong van het merk is te vinden in Nieuw-Zeeland. In 2002 is Saker Sportscars opgericht en is het merk naar Nederland gehaald. Saker Sportscars bouwt voornamelijk raceauto’s die niet voor de openbare weg bedoeld zijn.

## Geschiedenis

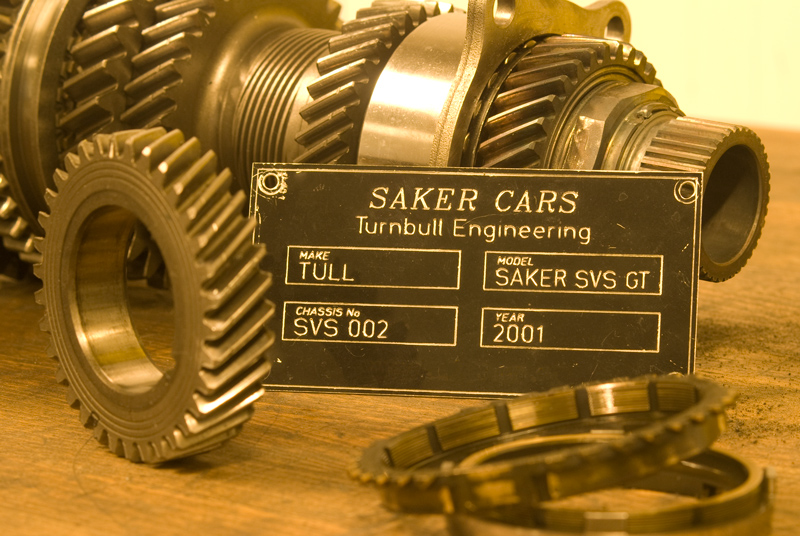
Een stukje geschiedenis

Bruce Turnbull was aan het eind van het vorige millennium in Nieuw-Zeeland bezig met het ontwikkelen van een betaalbare raceauto. In Nederland waren Huub Vermeulen (DNRT) en Robbert Visser ondertussen op zoek naar de basis voor een betaalbare raceauto. De Saker van Bruce Turnbull bleek precies op de wensen aan te sluiten.
In 2002 zijn de rechten van het merk gekocht en is Saker Sportscars in Nederland opgericht. Daar zijn de auto’s doorontwikkeld en is productieruimte gecreëerd om meer auto’s te kunnen bouwen. 
Tegenwoordig valt het merk onder de leiding van Herbert Boender met ondersteuning van de broers Laurens Meyer en Gerrit Meyer.

### Vogel
De sakervalk is een roofvogel uit de valkfamilie. Het is een zeer snelle, wendbare vogel en daarom toonbeeld geworden voor het automerk Saker Sportscars. Het oorspronkelijke logo was een sakervalk in duikvlucht. Dit is later gemoderniseerd door alleen de kop van de vogel op een gestileerde wijze af te beelden.

## Modellen

### Saker GT en Saker Sprint

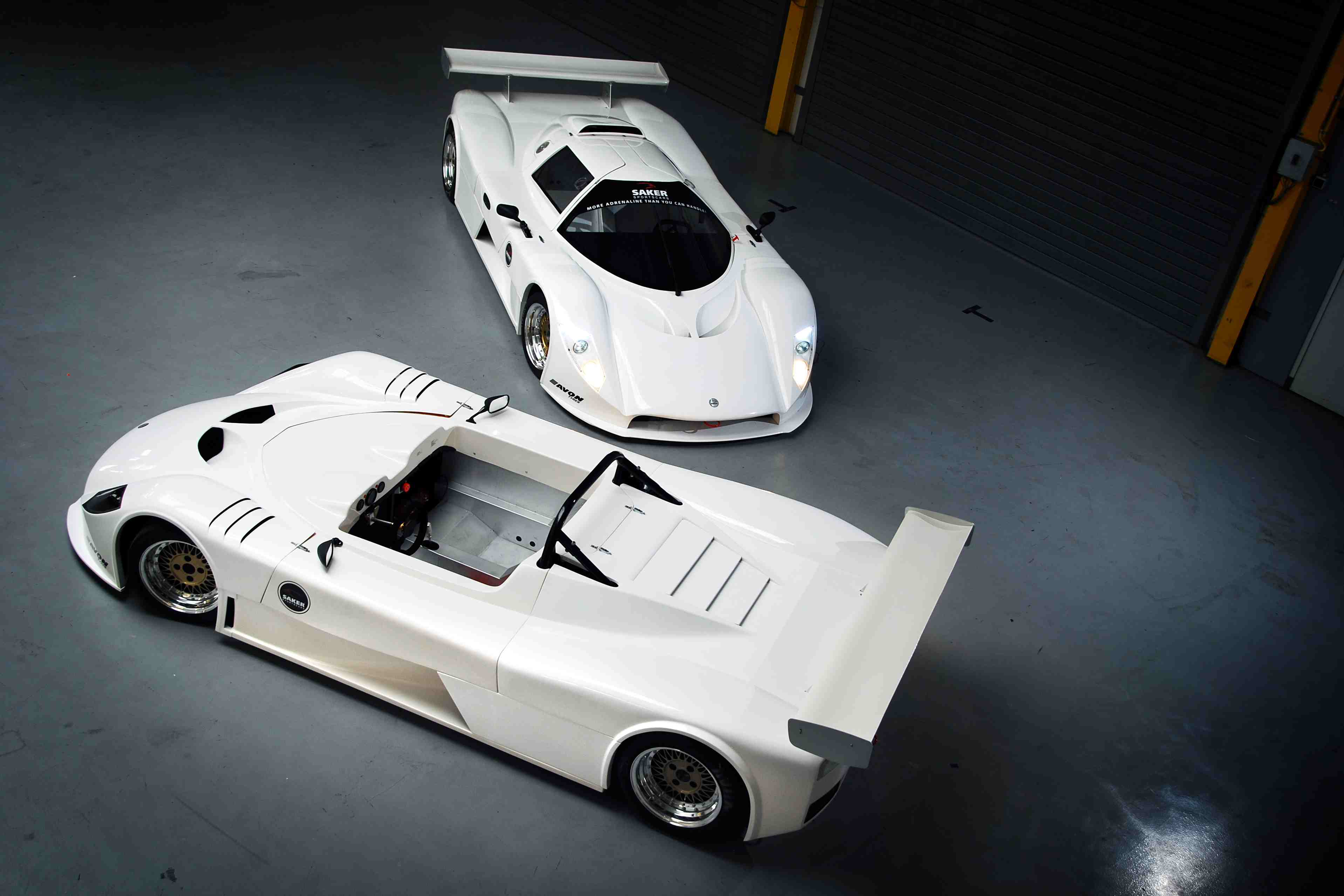
Saker RapX en Saker Sniper

Er waren van het oorspronkelijke model twee versies op de markt. De GT en de Sprint. De Saker GT, een dichte tweezitter met de looks van een jaren tachtig Le Mans/Group C-racer. De Saker Sprint, gelijkwaardig met de GT met als enige verschil een open auto zonder voorruit te zijn.

### Saker RapX en Saker Sniper
2010 was het jaar waarin er twee versies aan het scala werden toegevoegd. De Saker RapX en de Sniper kwamen naast de GT en Sprint te staan. Hier werd hetzelfde principe gehanteerd, een open en een dichte variant.
De Saker RapX, welke zijn naam ook aan de roofvogel of raptor dankt, kan gezien worden als de opvolger van de GT. Echter bleven de specificaties gelijk en is alleen het bodywerk veranderd. Een GT kan dan ook omgebouwd worden naar RapX. Datzelfde geldt voor de Sniper, opvolger van de Sprint, waarbij alleen bodywerk veranderd is en dus ook een Sprint omgebouwd kan worden naar Sniper.

## Techniek
Alle Sakermodellen zijn fabriek af qua specificaties nagenoeg gelijk. De enige verschillen zitten in de rolkooi tussen de open en dichte varianten en in de aerodynamica tussen de verschillende modellen. Saker Sportscars heeft veel onderdelen in eigen beheer ontwikkeld en vervolgens partijen gezocht om de productie op zich te nemen. 
Er wordt gebruikgemaakt van 2.0 liter Subaru Boxer turbo motoren die zijn aangepast om gebruik op circuit optimaal aan te kunnen. Standaard wordt de auto afgesteld op 275 pk. Het stalen buizenframe in combinatie met de polyester carrosserie maakt het gewicht van slechts 760KG mogelijk.

## Raceklassen
De Saker Sportscar Challenge is in 2004 opgericht. Door middel van deze eigen klasse kunnen Sakerrijders het tegen elkaar opnemen onder de vlag van de DNRT. De Saker Sportscar Challenge behoort tot de top van amateurracen in Nederland. In deze Challenge worden alle teams verplicht met fabrieksspecificaties te rijden. Het afstellen en anders uitlijnen van het onderstel en downforce is wel toegestaan.
Tijdens een seizoen wordt gereden op Circuit Park Zandvoort, TT-Circuit Assen, Spa-Francorchamps en Brands Hatch. De finale en daarmee afsluiting van het seizoen vindt eind oktober plaats op Circuit Park Zandvoort in de vorm van de SAKER World Final.
Naast de Saker Sportscar Challenge is de Saker ook nog in vele andere competities te rijden. Zo is de Saker uitermate geschikt voor enduranceraces. Al meerdere jaren rijden er Sakers mee in de 24 uur van Dubai en in 2011 heeft een standaard Saker, tijdens het debuut, de klassenoverwinning behaald in de 24 uur van Barcelona.